# 渡辺一郎 (歴史家)
渡辺 一郎（わたなべ いちろう、1924年11月16日 - 没年未詳）は、日本の歴史家。武術・武道史、体育史に関して多くの著作がある。筑波大学名誉教授。

## 人物・来歴
1924年、愛知県に生まれる。1948年に東京文理科大学文学部国史学科国史学専攻卒業。東京教育大学文学部助手を経て同大学体育学部助教授、同体育史講座に属し、1968年4月、体育学部武道学科に武道論講座が新設されると、柔道論講座の大滝忠夫教授と共に移行して武道学科武道論講座を担当した。後に同大学教授、筑波大学教授、名誉教授。また、大学助手時代から収集していた武鑑を復刻して出版している。

## 著書
近代武道史研究資料（渡辺一郎 編）
- 『武道振興委員会設置並ビニ審議経過』筑波大学体育科学系〈近代武道史研究資料 1〉、1980年。
- 『武道綜合団体大日本武徳会の設立とその解散』筑波大学体育科学系〈近代武道史研究資料 2〉、1981年3月。
- 『戦時学徒体育訓練実施要項・中等学校体錬科教授要目・武道章検定実施要綱・国民戦技武道基本訓練要項(抄) : 昭和18年～19年』筑波大学体育科学系〈近代武道史研究資料 3〉、1982年3月。
- 『第二次改正学校体操教授要目(剣道及柔道)・小学校武道指導要目・国民学校体錬科教授要項・同実施細目・薙刀道基本動作 : 昭和11年～17年』筑波大学体育科学系〈近代武道史研究資料 4〉、1983年3月。
- 『昭和六年一月十日中学校令施行規則改正(剣道及柔道)・大日本武徳会制定弓道要則・第七十三回帝国議会衆議院武道振興ニ関スル諸建議ノ審議経過他・補遺』筑波大学体育科学系〈近代武道史研究資料 5〉、1984年3月。
- 『第五十回帝国議会衆議院武道普及ニ関スル建議・同貴族院剣道及柔道普及ニ関スル建議ノ審議経過、東京高師附属中学校教授細目柔道科剣道科他』筑波大学体育科学系〈近代武道史研究資料 6〉、1985年3月。
- 『大正七年撃剣柔道ニ関シ学校衛生会答申ノ件・大正十一年講道館文化会創設趣旨書・「講演会速記録」嘉納治五郎「精力最善活用自他共栄」・西久保弘道「武道講話」』筑波大学体育科学系〈近代武道史研究資料 7〉、1986年3月。
- 『大正二年一月学校体操教授要目(抄)・大正三年九月大日本武徳会規則改正等・東京高等師範学校本校諸規程(抄)・小田常胤・桜庭武柔道改革論議』（渡辺一郎 編）筑波大学体育科学系〈近代武道史研究資料 8〉、1987年3月。
- 『第21・22・23・24回帝国議会・衆議院体育ニ関スル建議案及請願ノ審議経過,明治四四年七月中学校令施行規則中ノ改正,同11月文部省第一回撃剣及柔術教員講習会記事他』（渡辺一郎 編）筑波大学体育科学系〈近代武道史研究資料 9〉、1988年2月。

武道伝書聚英（渡辺一郎、中林信二 共編）
- 『武道伝書聚英 第1集』（代謄写）筑波大学体育科学系、1978年3月。
- 『武道伝書聚英 第2集』（代謄写）筑波大学体育科学系、1979年3月。
- 『武道伝書聚英 第3集』（代謄写）筑波大学体育科学系、1981年3月。
- 『武道伝書聚英 第4集』（代謄写）筑波大学体育科学系、1982年3月。
- 『武道伝書聚英 第5集』（代謄写）筑波大学体育科学系、1983年3月。
- 『武道伝書聚英 第6集』（代謄写）筑波大学体育科学系、1984年3月。
- 『武道伝書聚英 第7集』（代謄写）筑波大学体育科学系、1985年3月。
- 『武道伝書聚英 第8集』（代謄写）筑波大学体育科学系、1986年3月。
- 『武道伝書聚英 第9集』（印刷）筑波大学体育科学系、1987年3月。
- 『武道伝書聚英 第10集』（印刷）筑波大学体育科学系、1988年2月。

文化史、武芸、芸道論
- 『中奥街道仲附駑者関係史料』（謄写版 巻末附録: 「中奥街道の中附駑者 : 近世運輸機構の崩壊過程」 (「史潮」56号抜刷)）渡辺一郎、1955年。
- 『幕臣岩瀬氏関係史料』（附録: 徳川一直参の家政改革）渡辺一郎、1958年。
- 『彦根藩世田谷代官勤事録』（大場弥十郎 著、渡辺一郎 校訂）世田谷区史研究会、吉川弘文館、1961年。
- 『町人文化の生成』（渡辺一郎 編著）中央公論社〈図説日本歴史 第6巻〉。
- 『幕末関東剣術英名録の研究』渡辺書店、1967年。
- 『史料 明治武道史』（渡辺一郎 編）新人物往来社、1971年7月。
- NHK主催春の坂道剣聖柳生展実行委員 編『剣聖柳生の系譜』芳徳寺、1971年。
- 『近世藝道論』（渡辺一郎など 校注）岩波書店〈日本思想大系 61〉、1972年。
  - 『近世芸道論』（西山松之助 ,渡辺一郎, 郡司正勝校注）岩波書店〈日本思想大系新装版. 芸の思想・道の思想〉、1996年2月。
  - 『近世芸道論』（西山松之助, 渡辺一郎, 郡司正勝校注）岩波書店 オンデマンド版、2018年。
- 『武道の名著』東京コピイ出版部、1979年6月。
- 『武芸・修行』雄山閣出版〈日本古文書学講座 8 近世編 3〉、1980年3月。
- 『鎌宝蔵院槍術』奈良市、1981年3月。
- 『五輪書』（宮本武蔵著 ; 渡辺一郎校注）岩波書店〈岩波文庫〉、1985年2月。
  - 『五輪書』（宮本武蔵著 ; 渡辺一郎校注）岩波書店〈ワイド版岩波文庫〉、1991年1月。
- 『兵法家伝書』（柳生宗矩 著、渡辺一郎 校注）岩波書店〈岩波文庫 青(33)-026-1〉、1985年。
  - 『兵法家伝書』（柳生宗矩 著、渡辺一郎 校注）岩波書店〈ワイド版岩波文庫 244〉、2004年。
- 『中奥街道の仲附駑者』（林英夫 編）馬事文化財団〈馬の文化叢書 第4巻 馬と日本史〉、1993年12月。
- 『鹿嶋新當流兵法自観照  伊勢国亀山藩士 大月関平 撰』（渡邊一郎 編）〈武道伝書聚英 第11集・第13集合冊〉、1994年5月。
- 『仙台藩武術関係資料集』（榎本鐘司、 村林正美、 渡辺一郎 共編）榎本鐘司、1998年5月。
- 『雷電日記』（雷電為右衛門  著、渡邉一郎 監修 、小島貞二 編）ベースボール・マガジン社、1999年2月。

徳川幕府大名旗本役職武鑑
- 『徳川幕府大名旗本役職武鑑 1』柏書房、1967年。
- 『徳川幕府大名旗本役職武鑑 2』柏書房、1967年。
- 『徳川幕府大名旗本役職武鑑 3』柏書房、1967年。
- 『徳川幕府大名旗本役職武鑑 4』柏書房、1967年。

## 関連文献
- 渡辺一郎教授退官記念会 編『日本武道学研究 : 渡辺一郎教授退官記念論集』渡辺一郎教授退官記念会、1988年3月。
- 渡邉一郎先生を偲ぶ会編 編『近世武術史研究資料集 : 渡邉一郎先生自筆』渡邉一郎先生偲ぶ会、2012年11月。